# Asdrúbal Trouxe o Trombone
Asdrúbal Trouxe o Trombone é nome de um grupo teatral brasileiro da década de 1970, de estilo cômico e anárquico.

## Histórico
Até meados dos anos 70, Asdrúbal trouxe o trombone era apenas um código entre a atriz Regina Casé e seu pai, Geraldo Casé, este um dos pioneiros da TV brasileira. Quando aparecia um chato numa reunião ou ele percebia que a festa estava caída, dizia para a filha: "Olha, o Asdrúbal trouxe o trombone." E os dois tratavam de sumir dali rapidinho.
Sob influência do grupo britânico Monty Python, e capitaneados por Regina Casé e Hamilton Vaz Pereira, no Rio de Janeiro, em 1974, foi formado um grupo de teatro que revelou uma geração de jovens talentos, que marcou profundamente a dramaturgia brasileira, sobretudo no jeito de fazer comédia.
O trabalho do grupo define-se pela desconstrução da dramaturgia, a interpretação despojada e a criação coletiva. Vários grupos no Rio de Janeiro, até início dos anos 80, foram seus seguidores, Entre eles, a Companhia Tragicômica Jaz-o-Coração, Banduendes Por Acaso Estrelados, Beijo na Boca, Diz-Ritmia.
Na estreia, em 1974, o Asdrúbal chamou a atenção no espetáculo O Inspetor Geral, de Nikolai Gogol, pela vitalidade e destacou o diretor Hamilton Vaz Pereira e os atores Regina Casé e Luís Fernando Guimarães, fundadores do grupo, além do produtor Paulo Henrique Doria Simão, o "Conde", que, na vanguarda do futuro, propiciou que a produção dos espetáculos tivesse uma "roupagem não mercadológica", em perfeita sintonia com a proposta despojada do grupo. Segundo o crítico Yan Michalski, "quem assistiu ao lançamento sentiu que a irreverência demolidora do grupo continha a semente de teatro novo, criado pelo prisma da visão do mundo pela geração que então estava ingressando na idade adulta. A energia prodigiosa vital do conjunto revelaria mais tarde o denominador de nova proposta teatral, que ocuparia um dos primeiros planos na atividade cênica do país".
A gratuidade intencional do nome apresenta a proposta dos integrantes: O Asdrúbal Trouxe o Trombone surge em contraponto à ideologia que marca os conjuntos teatrais desde a década de 60.
Na primeira fase de trabalho, o grupo ainda interpretava textos clássicos. Depois de O Inspetor Geral, criam Ubu Rei, de Alfred Jarry, em 1975. Mais do que a montagem do texto, interessava ao grupo expressar as realidades pessoal e coletiva, servindo-se da obra apenas como estímulo. Na encenação de Ubu Rei os atores vestidos de palhaços, com figurinos coloridos e maquiagem desenhada, adotaram a linguagem circense, posteriormente retomada pelo grupo. A releitura dos clássicos revelou-se um caminho até a criação coletiva, de Trate-me Leão, criação coletiva do grupo, em 1977, que entra para a história do teatro como fenômeno estético, influenciando uma geração de jovens atores. Ainda segundo Michalski, "o grupo afasta-se aqui da linha de irreverente demolição/construção em cima de textos clássicos, enveredando por um, não menos irreverente, caminho da criação coletiva, para falar de si mesmo, ou de gente muito parecida com os asdrubalinos: a 'grilada' e alegre juventude Zona Sul, cujas linguagem, rituais, problemas e preocupações, o brilhante espetáculo de Hamilton Vaz Pereira colocava em cena com uma desavergonhada verdade". Os espetáculos seguintes, Aquela Coisa Toda, de 1980, e A Farra da Terra, de 1983, oferecem aos espectadores uma estrutura aberta, flagrante de um processo em que os atores mostravam os mecanismos da ilusão teatral. Dessa forma, o grupo se insere no chamado Teatro besteirol, uma forma de teatro menos cerebral e mais comercial.
O grupo criou uma linguagem, pela prática desenvolvida no processo de improvisações e jogos coletivos. O ator é o eixo da criação e a função do diretor consiste selecionar, sequência e costurar os fragmentos produzidos. Trabalham com a noção de jogo, suprimindo a de interpretação: o ator entra em cena para contracenar com seu parceiro, criando a partir do seu próprio imaginário. Para isso, o grupo usa poucos objetos cênicos e, no palco nu, valoriza os recursos físicos e criativos do intérprete. Mas não se exige nenhum tipo de virtuosismo, pelo contrário, o ator não deve cantar, mas cantarolar. Deve ser, antes de tudo, uma pessoa que experimenta e não um especialista. Cada integrante está ali pelo que é — critérios de bom ou mau ator não entram em questão, o que mais uma vez evidencia a valorização do aspecto afetivo em detrimento do técnico. Entre os seus integrantes destacam-se Patrícia Pillar, Luis Fernando Guimarães, Patrícya Travassos, Evandro Mesquita, Nina de Pádua, Daniel Dantas, Cacá Dionísio, Cazuza e Gilda Guilhon.